# نیروگاه هسته‌ای نینگدی
نیروگاه هسته‌ای نینگدی (به لاتین: Ningde Nuclear Power Plant) یک نیروگاه هسته‌ای در چین است که در Fuding واقع شده‌است.